# Медаль де Лаво
Медаль де Лаво — награда Международной авиационной федерации (ФАИ), которая вручается за установление признанных ФАИ абсолютных мировых рекордов в области воздухоплавания, авиации и космонавтики. Основана в 1933 году. Названа в честь основателя и бывшего президента ФАИ графа Анри де Лаво (1870−1930).
Награждение проходит ежегодно; количество награждённых зависит от количества установленных рекордов; возможно повторное награждение медалью за установление новых абсолютных мировых рекордов.

## Некоторые награждённые
- 1934 — Франческо Ажелло
- 1937 — Михаил Громов, Сергей Данилин, Андрей Юмашев
- 1951 — Фред Аскани
- 1971 — Джеймс Ирвин
- 1984 — Леонид Кизим, Светлана Савицкая
- 1986 — Дик Рутан, Джина Йигер
- 1987 — Юрий Романенко
- 1990 — Александр Волков, Жан-Лу Кретьен, Муса Манаров, Владимир Титов
- 1995 — Валерий Поляков
- 1999 — Сергей Авдеев
- 2006 — Станислав Фёдоров
- 2016 — Геннадий Падалка, Альберто Порто
- 2017 — Фёдор Конюхов